# Tredozio
Tredozio (Terdozî en dialecte romagnol) est une commune italienne de la province de Forlì-Cesena, dans la région Émilie-Romagne.

## Géographie
Tredozio est située dans la vallée du torrent Tramazzo, sous-affluent du fleuve Lamone, à 10 km au sud de Modigliana, à 14 km de Portico di Romagna et de Rocca San Casciano et à environ 35 km de Faenza et Forlì. Commune de colline, à une moyenne de 334 m d’altitude, aux confins de la région de Toscane.

## Histoire

### Préhistoire
Des fouilles archéologiques ont mis au jour d’importants sites datant de l’âge du bronze (XVe siècle av. J.-C.) à 4 km de Tredozio, point de passage entre la Romagne et la Toscane.

Les premières notices sur le territoire de Tredozio remontent à l’époque byzantine, selon des documents officiels conservés à l’archevêché de Ravenne, datés de la fin de l’année 562 et faisant référence à l’église De San Valentino.

### Moyen Âge
Le Castrum Treudacium est mentionné pour la première fois en 925 et relatif au premier centre habité qui deviendra plus tard la commune de Tredozio.

Après l’an 1000, le territoire se développe après la construction de divers monastères, tel celui de Tredozio en 1060 et de Trebbana en 1063.

Le 29 septembre 1164, par un diplôme impérial, Tredozio passe, avec d’autres territoires, sous l’autorité de Guido Guerra III de la famille Guidi, qui y maintint son influence pour environ trois siècles en développant l’économie et l’aspect urbain (bâtiments administratifs, églises, etc.).

### Renaissance italienne
Après la guerre entre les Visconti de Milan et Florence qui vit la défaite de dernier descendant des Guidi (alliés à Milan), Tredozio passa sous la domination de Florence en 1428 et fit partie des territoires frontières entre la Toscane et l’État pontifical, pendant cinq siècles. 

### AuXXesiècle
En 1923, dans le cadre d’une restructuration administrative, Benito Mussolini, fit passer Tredozio, comme la plupart des territoires de la Romagne toscane, dans la province de Forlì-Cesena.

## Économie
Après un dépeuplement progressif initié dans l’après-guerre, l’économie se développe autour de l’artisanat de la confection et de l’agriculture.

Le territoire est inséré dans le parc national des forêts du Casentino, Monte Falterona, Campigna, basé sur les ressources naturelles et le tourisme.

## Personnalités liées à Tredozio
- Faustino Perisauli, humaniste
- Iris Versari, partisane

## Évènements et fêtes
- Sagra e Palio dell'Uovo : sacre et palio de l’œuf, depuis 1964 pour Pâques, entre quatre quartiers de la commune.
- Beata Vergine delle Grazie : procession le deuxième dimanche de mai.
- Fiera di Sant'Anna : la foire de Sainte Anne le 26 juillet.
- S. Michele Arcangelo : patron de la paroisse, le dernier dimanche de septembre.
- Sagra del bartolaccio : le sacre de bertolaccio qui se déroule le deuxième dimanche de novembre, qui est le traditionnel rata de patate et pancetta cuit sur le brasero.

## Administration
| Période                                  | Période  | Identité     | Étiquette     | Qualité |
| ---------------------------------------- | -------- | ------------ | ------------- | ------- |
| 06/06/2009                               | En cours | Luigi Marchi | Liste civique |         |
| Les données manquantes sont à compléter. |          |              |               |         |

### Hameaux
San Valentino, Rocca Modigliana, Madonna della Neve

### Communes limitrophes
Marradi, Modigliana, Portico e San Benedetto, Rocca San Casciano

### Jumelages
- Arcevia  Italie
- Hofbieber  Allemagne

## Population

### Évolution de la population en janvier de chaque année
| 1861  | 1901  | 1921  | 1951  | 1961  | 1971  | 1981  | 1991  | 2001  |
| ----- | ----- | ----- | ----- | ----- | ----- | ----- | ----- | ----- |
| 3 106 | 3 689 | 4 059 | 3 614 | 2 537 | 1 754 | 1 619 | 1 454 | 1 317 |

| 2011  | - | - | - | - | - | - | - | - |
| ----- | - | - | - | - | - | - | - | - |
| 1 283 | - | - | - | - | - | - | - | - |

### Ethnies et minorités étrangères
Selon les données de l’Institut national de statistique (ISTAT) au 1er janvier 2010 la population étrangère résidente était de 54 personnes.
Les nationalités majoritairement représentatives étaient :
| Pos. | Pays     | Population |
| ---- | -------- | ---------- |
| 1    | Roumanie | 29         |

## Source
- (it) Cet article est partiellement ou en totalité issu de l’article de Wikipédia en italien intitulé « Tredozio » (voir la liste des auteurs) le 02/06/2012.